# Tambov
Tambov (ryska Тамбо́в) är huvudstad och den största staden i Tambov oblast i Ryssland. Folkmängden uppgår till cirka 290 000 invånare. Tambov grundades som fästning år 1636.

## Stadsdistrikt
Tambov är indelat i tre stadsdistrikt. 
| Stadsdistrikt | Invånarantal 9 oktober 2002 | Invånarantal 14 oktober 2010 |
| ------------- | --------------------------- | ---------------------------- |
| Leninskij     | 41 688                      | 38 347                       |
| Oktiabrskij   | 157 753                     | 152 963                      |
| Sovetskij     | 94 217                      | 88 851                       |
| TOTALT        | 293 658                     | 280 161                      |

## Sport
- FK Tambov
- Spartak stadion